# 全美航空

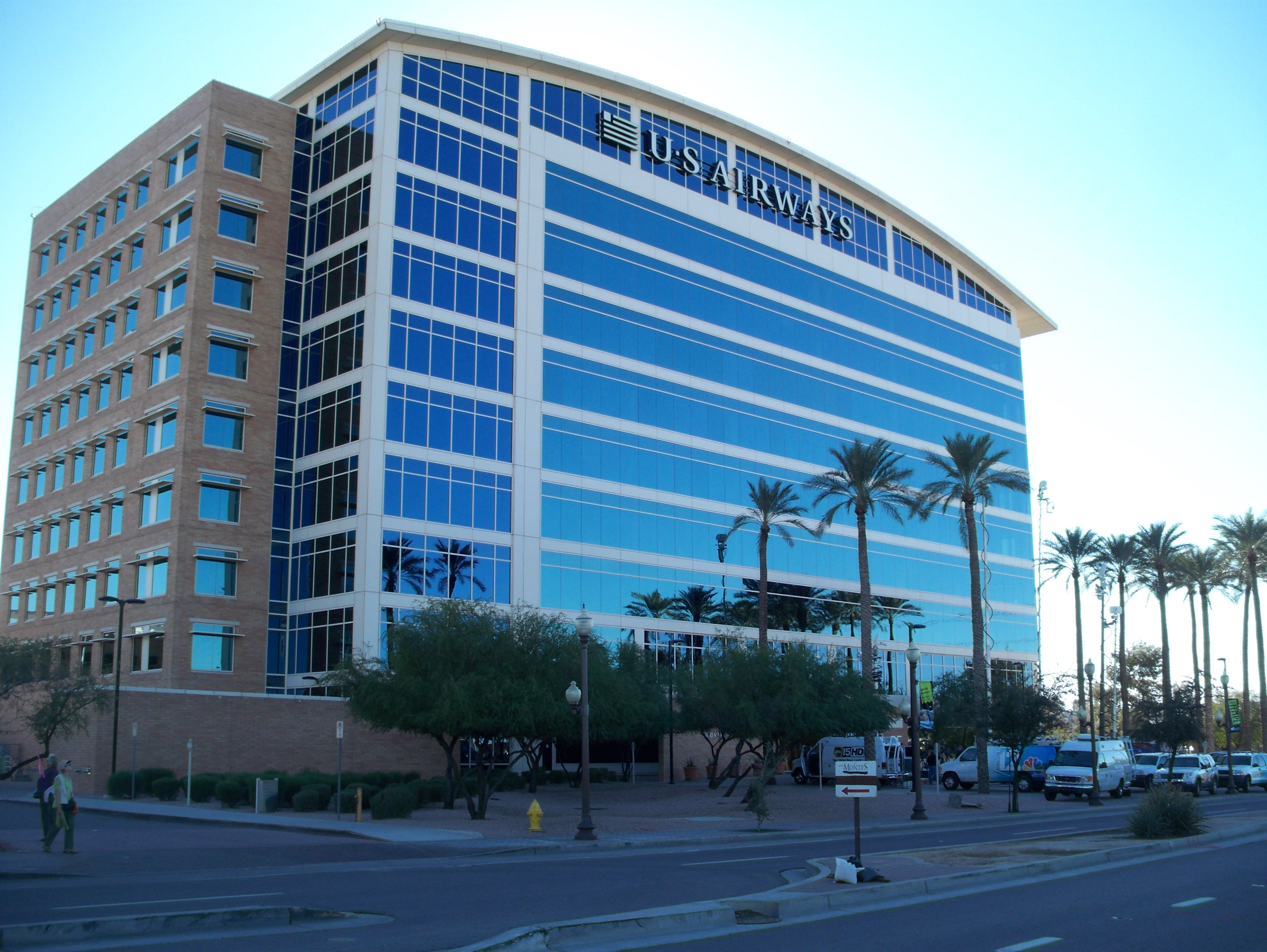
前全美航空總部

全美航空是美國一家已被合併的航空公司，曾以亞利桑那州坦佩為總部。至2006年5月為止，全美航空是美國的第五大航空公司，擁有358架主航線用大型噴射客機與295架小型客機，航線包含在北美洲、中美洲、加勒比海、夏威夷、與歐洲等地區共240個目的地。該公司全球現有35,584名員工，每天營運3862班航班。
全美航空在2005年底被美西控股併購，但是新公司仍取名為「全美航空」，美西控股也跟著改名為全美集團（US Airways Group, Inc.）。到2007年，經政府核准後，全美航空的運作與美西航空合併，於同一張營運執照下經營。2013年，全美集團與美國航空原母公司AMR公司合併為美國航空集團。全美航空於2015年10月16日營運最後一班航班，其後所有航班營運均併入美國航空，訂位系統也於當晚由原有的Shares轉換至美國航空使用的Sabre。
改以美國航空名義運營前，全美航空除原有的夏洛特、費城與華盛頓雷根三個樞紐外，亦有因合併美西航空而於後期新增的菲尼克斯樞紐。
該航空公司也曾設有另一品牌全美航空飛梭（US Airways Shuttle），為美國東北部市場提供每小時出發的航班。地區性的短程航線則由全美航空快運（US Airways Express）經營，由小型航空公司承辦以及子公司經營，這些航線2015年10月17日起都轉以美鷹航空的名義營運。

## 歷史

### 早年
全美航空最早由杜邦家族中的理查·C·杜邦（1911年-1943年）和小亞歷西斯·菲利斯·杜邦（1905年-1996年）投資成立。1939年公司成立時名為All American Aviation Company，以俄亥俄河谷地為營運範圍，並以匹茲堡為中心。1949年起業務重心由航空郵務移轉至客運服務。1952年再度改名為亞利根尼航空（Allegheny Airlines，源自賓州西部的亞利根尼河和亞利根尼山脈）。
亞利根尼航空持續擴張，1966年引進麥道DC-9噴射機，繼1968年併購了大湖中央航空（Lake Central Airlines），1972年再併購摩霍克航空（Mohawk Airlines）之後，成為美國東北地區最大的航空公司。亞利根尼航空並與漢森航空（Henson Airlines，全美快捷航空中的彼得蒙航空前身）達成全球第一個班號共用協議，漢森航空以亞利根尼空中通勤（Allegheny Commuter）名義經營。

### 的誕生
1978年，美國國會通過航空公司解除限制法案，隔年亞利根尼航空改名成為，並將航線延伸到美國南部。1980年代早期，美國東北部主要由其夥伴公司蘭森航空（Ransome Airlines）經營，也在此時，的總部也從匹茲堡搬到華盛頓特區近郊，但匹茲堡在其後20年仍為USAir的主要樞紐。
是首批使用波音737-300型喷气式客机的航空公司，主要用於應付佛羅里達州快速成長的旅客需求。當時擁有全世界最大道格拉斯DC-9型機隊，並且向麥道公司採購更多新飛機。但在1970年代末期，麥道公司並沒有發展新機型的計劃。在麥道公司破產並與波音公司合併後，波音大力向推銷737系列機型，1984年11月28日第一架波音737-300型噴射機交機。

### 1980年代末期到1990年代初期：購併與擴張
在1980年代末期大幅擴張，先後買下以聖地牙哥為基地的太平洋西南航空（PSA，Pacific Southwest Airlines）及以北卡羅萊納州溫斯頓─撒勒姆為基地的彼得蒙航空。在這二次併購中，得到了巴爾的摩（BWI）、夏洛特（CLT）、雪城（SYR）和德頓（DAY）四個樞紐以及往美國西岸與彼得蒙航空往倫敦蓋威克機場（LGW）的航線。與彼得蒙航空是當時（1989年）全球最大的航空公司併購案。

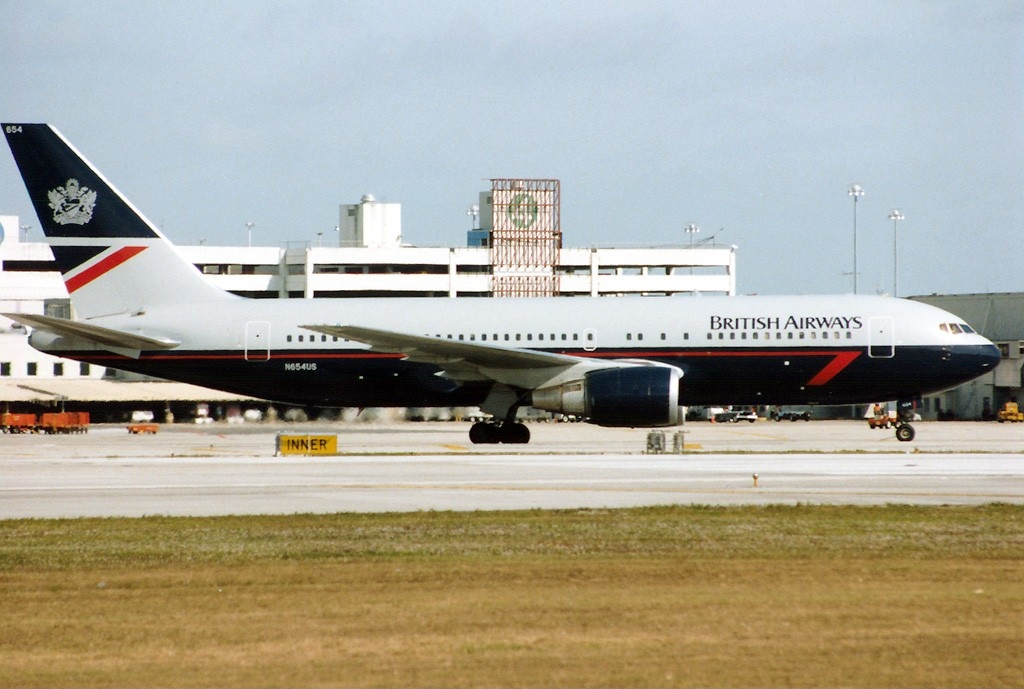
全美航空一架披上英國航空塗裝的波音767-200ER

1990年代初期，先後開航由美國三個營運中心至歐洲倫敦、巴黎及法蘭克福的新航線，買下川普航空（Trump Shuttle）大部份股份並將其更名為USAir接駁航空，進而和英國航空策略聯盟，成為第一個跨大西洋兩岸的航空聯盟。此時有些USAir使用的波音767班機是採用英國航空的塗裝。由於英國航空挹注大量資金，也將主要樞紐匹茲堡機場重新翻修，成為當時全美設備最新穎的機場之一。

### 1990年代末期至2001年：改名、更新機隊、合併失敗

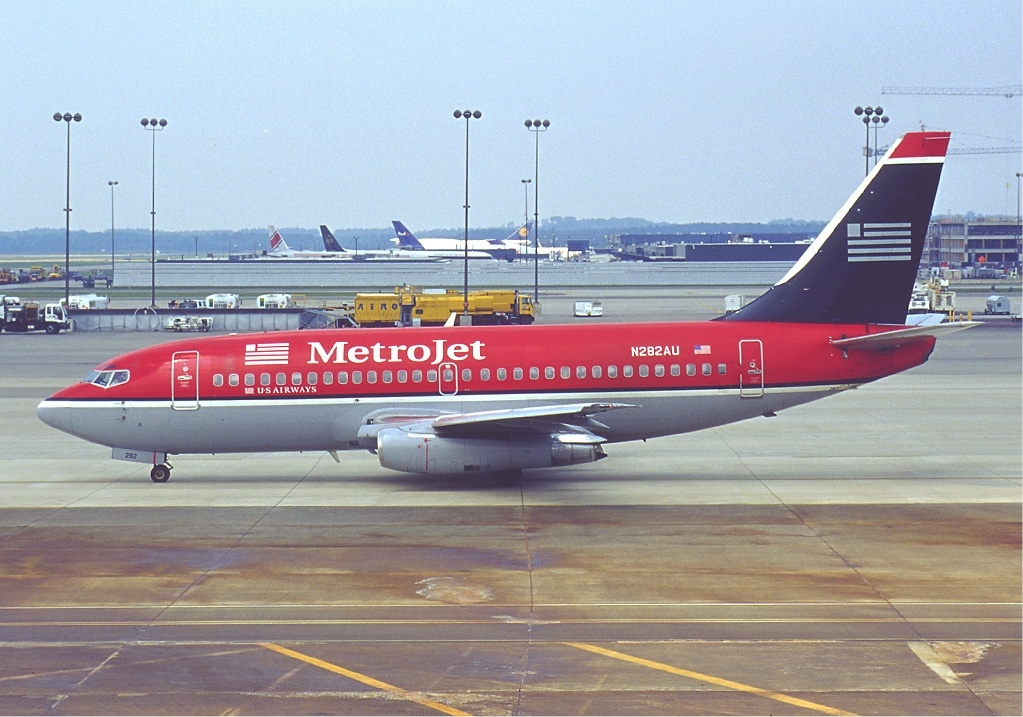
大都會快捷航空的737-200

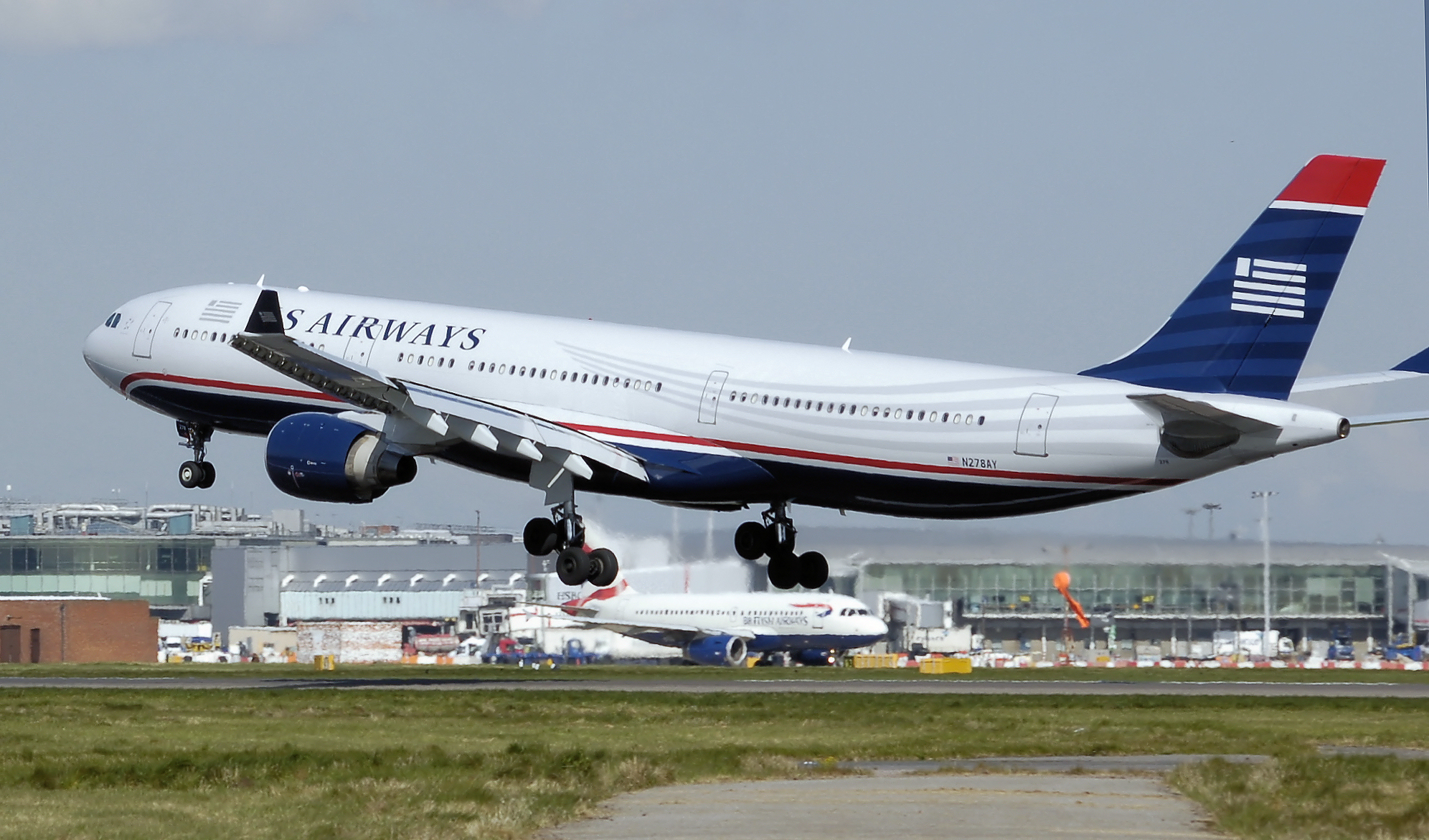
白色機身A330

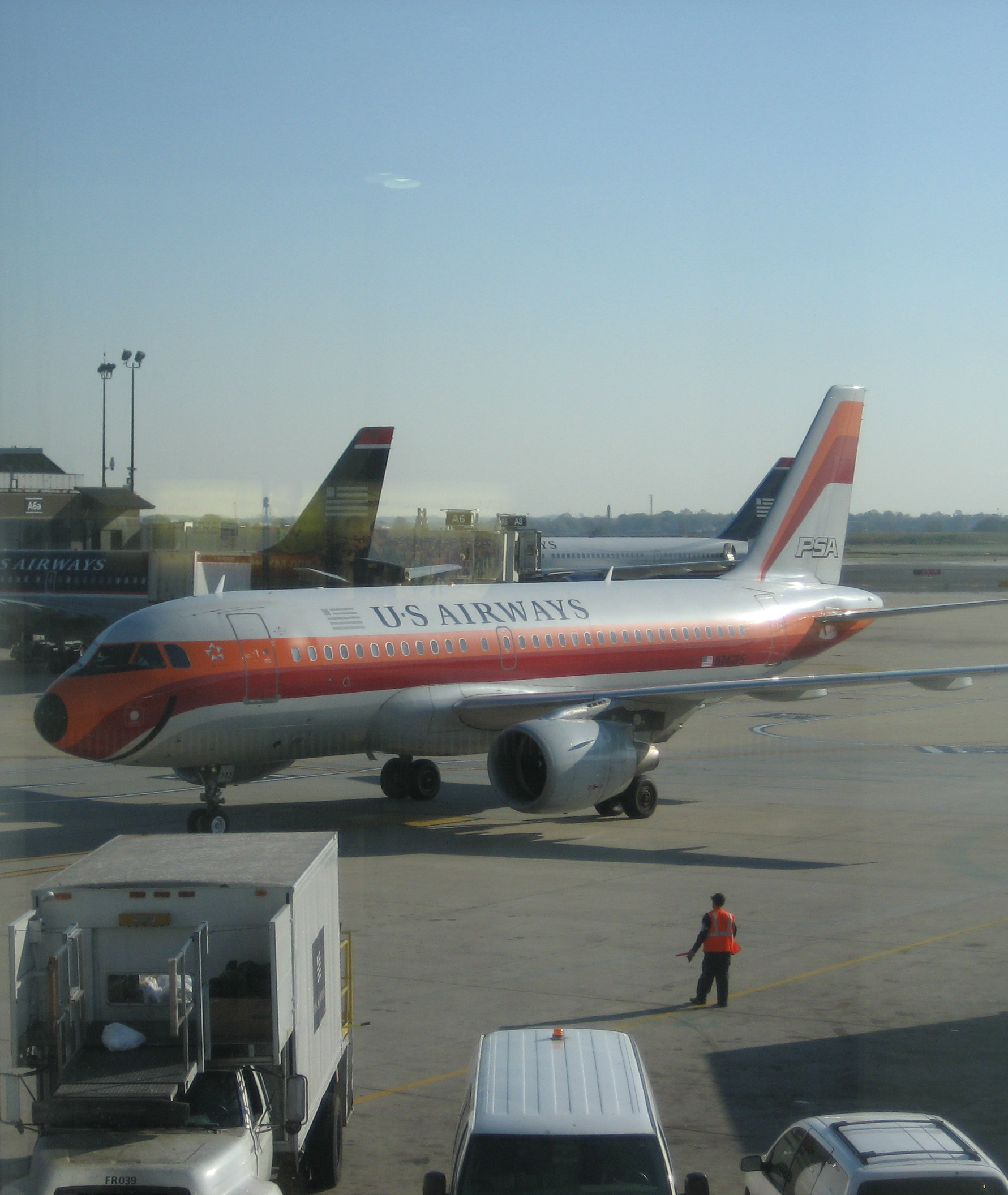
漆上太平洋西南航空復古塗裝的A319

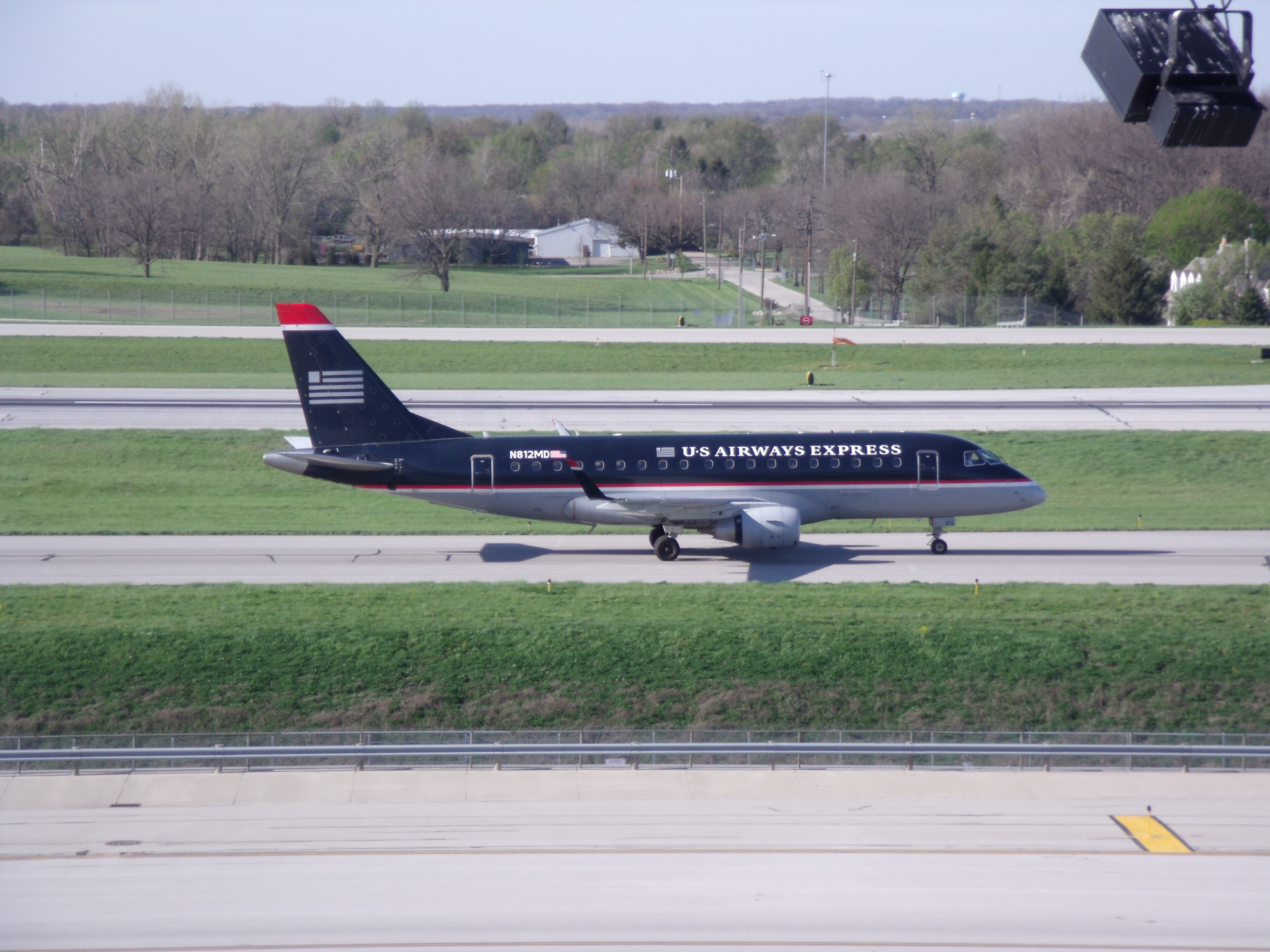
短程航線的「全美航空快運」E170

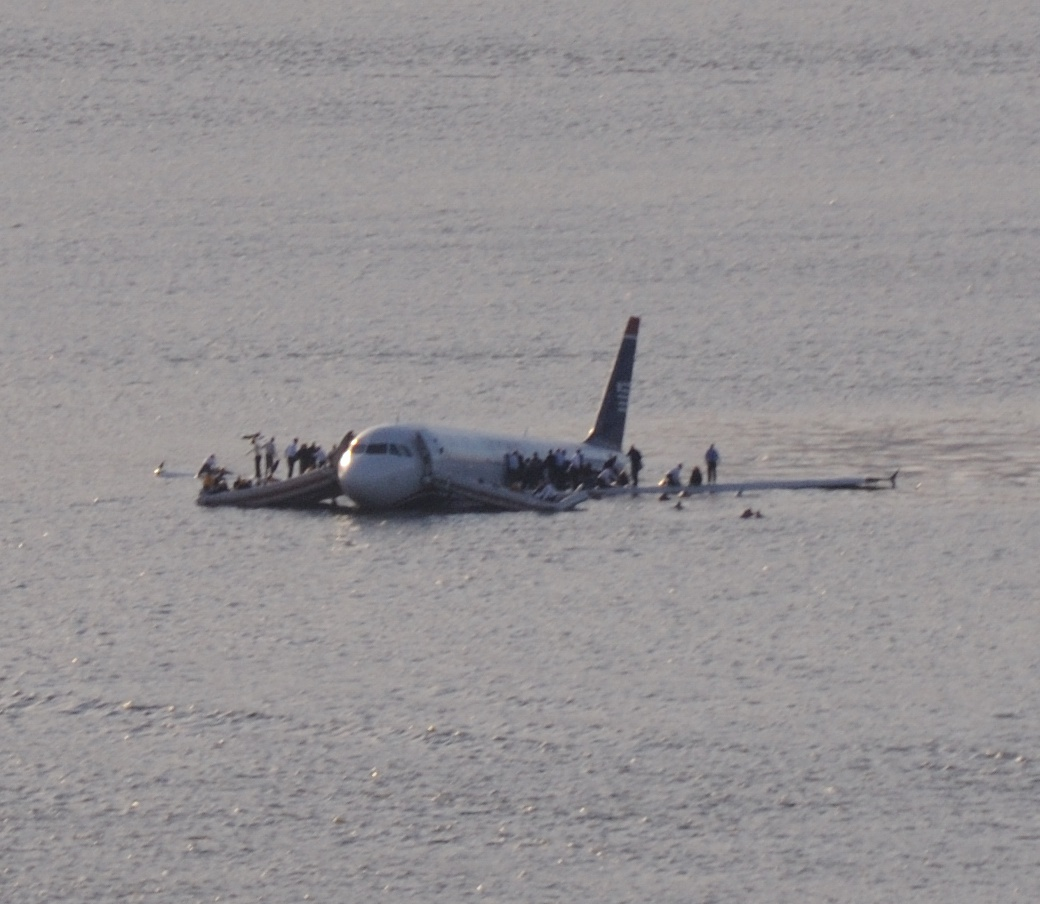
2009年1月15日的全美迫降哈德遜河事件

1996年，和英國航空終止合作關係，並改為現名。在這段時間全美航空不斷擴張其在歐洲地區的航線。1998年，全美買下川普航空剩餘股份，成立主打低價策略的子公司大都會快捷航空（MetroJet），希望與西南航空競爭。
1996年11月6日，全美航空向歐洲空中巴士公司下單訂購400架A320窄體飛機，首波為120架，為當時最大的單一飛行載具訂單。1998年，全美繼續向歐洲空中巴士公司訂購30架A330或A340廣體飛機，首波為7架A330-300型。這二波採購的目的，除了淘汰全美舊型飛機之外，更把全美航空推向全球性的航空公司。
雖然在1990年代中期全美航空仍有盈餘，美國東北部的高密度班次及高操作成本使得全美航空企圖與其他航空公司合併。2000年5月24日，聯合航空母公司提出以43億美元併購全美航空，但遭到工會、消費者保護組織和反托拉斯法反對。經過折衝，美國聯邦政府否決此項合併案，聯合航空在2001年7月27日以5000萬美元賠償金放棄併購計劃。
2000年起，全美航空開始淘汰舊有機型，以空中客车A320型取代。

### 2001-2004：九一一恐怖攻擊事件，破產保護
全美航空是華盛頓雷根國家機場（DCA）最多航班的航空公司，雷根國家機場在九一一恐怖攻擊事件之後比其他機場有更高規格的安全規定，因此全美受到比其他航空公司更大衝擊。由於財務困難導致：
- 子公司大都會快捷航空停止營運
- 巴爾的摩─華盛頓樞紐關閉
- 數千名員工強迫休假

2002年8月11日，全美航空宣告進入破產保護程序。航空運輸穩定理事會（Air Transportation Stabilization Board）提供貸款，因而在短期之內就結束破產狀態。2005年10月19日，其他來源的貸款將這筆債務清償。
2003年，全美航空停止美國國內線免費供餐服務，旅客必須付費購買飛機上的餐點。目前在大部份700哩（1126公里）以上的航班都可以買到三明治和生菜沙拉。
為了進一步改善財務狀況，匹茲堡樞紐正式於2004年關閉，並開始使用由西南航空引入的多點直飛模式，取代原本中心輻射型（hub-and-spoke）的營運模式。事實上，在1980年代中期以前，美國大部份航空公司都使用多點直飛。目前全美航空提供美國東岸的主要機場點對點直飛班機，例如華盛頓雷根國家機場、紐約拉瓜地亞機場以及勞德岱堡-好萊塢國際機場。其他航空公司在這些航點之間並未提供頻繁的直飛班次，大城市間的直飛班次帶來較高利潤，因此全美航空的營運狀況得以改善。
然而，高油價以及勞資雙方談判破裂使得全美航空在2004年9月12日再度進入破產保護程序。員工的普遍不滿和異常增加的病假人數造成2004年聖誕節假期期間執勤員工不足，這次事件使得全美的營運雪上加霜，甚至有報導臆測全美航空可能會清算結束營業。美國運輸部最後發現是全美航空的管理階層能力不足，而造成公司面臨關門危機。

### 2005-2010：美西航空入主與進一步擴張
2005年5月19日，全美航空集團宣布以15億美元代價與亞利桑那州的美西控股（美西航空母公司）合併，美西航空在美國西部的航線與全美航空現有美東、加勒比海及歐洲航線有互補效應，新公司名稱仍為「全美航空」，航線遍佈全美。
新的全美航空的管理階層由美西航空班底接手，總部也由夏洛特搬到亞利桑那州的潭蓓。整個接手的時程約18至24個月，預計到2007年完成合併，美西航空和全美航空將會使用同一張營運執照。
2005年9月13日，美西控股95.5%股東同意買下全美航空。
2005年9月15日，破產法院宣布全美航空於2005年9月27日起脫離破產保護。脫離破產保護當日，二家控股公司完成合併，新公司宣稱自己為「全世界最大的廉價航空公司」。2006年1月起，美西航空在各航站的櫃台改掛全美航空商標。2006年2月9日，全美航空成為美國較有歷史的航空公司中使用巴西航太190型客機的第一家。2006年5月，美西航空和全美航空的網站合併，新介面使用不同的圖像表示全美控股集團下不同航空公司的班機；7月，全美航空再向空中巴士公司訂購21架A350型客機。
2006年11月15日，全美航空集團提出與達美航空合併的計劃，收購價為約80億美元，以現金與全美航空股票各支付一半。12月19日，達美航空的債權人及破產法院否決了此項併購案。2007年1月10日，全美控股提高了收購價，將以50億美元現金及8億9500萬股全美航空股票，總價約在102億美元（依2007年1月9日收盤價計算）收購達美航空。1月31日，全美航空宣布放棄併購計劃。
2007年3月4日晚上，全美和美西航空的電腦訂位系統完成整併。全美舊有的Sabre電腦系統淘汰，改用美西航空所使用的QIK系統（以阿瑪迪斯訂位系統為基礎所設計的電腦訂位系統）。一些Sabre原有的功能亦被整併進來，這些功能主要是行李秤重和飛行追蹤。原本美西航空的僱員已於2007年9月25日完成這部份的訓練。目前全美航空仍擁有二張營運執照，之後將會合併成一張。公司所屬航班目前仍由舊有的全美和美西航空的飛行人員和飛機分開執行，這部份的合併要等到二家舊公司的飛行員工會與公司談判出新的契約之後才有可能執行。目前美西航空營運的班機仍使用IATA代碼HP。這種作法比較接近班號共享，而非實質合併。大部份合併後的航空公司只保留一個IATA代碼，不過對於旅客而言，全美使用二個代碼會使得轉機時辨認班機容易些。
在電腦系統完成合併的隔天早上，自動報到系統發生問題──在幾個主要樞紐的QIK自動報到系統故障。雖然新系統是穩定的，但舊的報到機台在連接新系統的線路發生問題。計有數千人受到影響，必須改用人工報到，因而報到櫃台前大排長龍。所幸網路報到未受影響。

### 2011
2011年4月，全美贏得2011航空品質(AQR)中的節點航空營運商首獎。全美總裁 Scott Kirby 表示全美是三大美國航空商中最有潛力的合併其他兩家的新星，另兩家為：联合航空、美國航空或達美航空。Kirby 也表示全美身為星空聯盟一員，合併联合航空是很容易達成但是這並不是唯一考量因素。
身為美國前十大航空業者，2011年5月份消費者雜誌評選客戶滿意度全美卻是最低分。
2011年5月商業家雜誌 Business Insider發表美國客戶滿意調查 “你最恨的19家美國企業”全美排在第六。
2011年7月飛行員工會在今日美國報買下全版廣告質疑全美航空的安全性，但同時全美發布新聞稿給全部員工否認指控。

### 與美國航空合併
2013年2月14日，美國航空原母公司AMR公司與全美航空原母公司全美航空集團宣佈合併、並獲得雙方董事局批准，合併后全美86%的美國國內線市場將由四大航空（達美航空、美國航空、聯合航空与西南航空）操控。
美國航空母公司AMR的債權人會持有新公司的72%股權，而全美航空的股東持有其餘的28%股權。合併案於2013年11月27日獲得美國司法部同意，兩公司旋即於同年12月9日完成合併。2014年3月31日，全美航空加入美國航空所屬之寰宇一家
2015年10月16日晚間，全美航空營運的最後一個航班US434由舊金山國際機場啟程，並於10月17日早上抵達費城國際機場。之後，根據雙方計畫，原來的美國航空也正式停止運營并由完全改以美國航空名義運作的全美航空接下運營。

## 飛航城市
全美航空在與美西航空合併前以美東及加勒比海地區為主要市場，並有由美東飛往歐洲數個大城市及美國西岸各大城的航班。在與美西航空合併之後，全美在美國西部的航線大量增加。與聯合航空的班號共享使得全美航空的航線涵蓋美國中西部、美中大平原和洛磯山脈大部份地區與亞洲。全美快捷航空主要經營小城市至全美航空樞紐及重點城市的航線，另有一小部份為規定航線及美國東北部與卡羅萊納地區點對點航線。

## 機隊

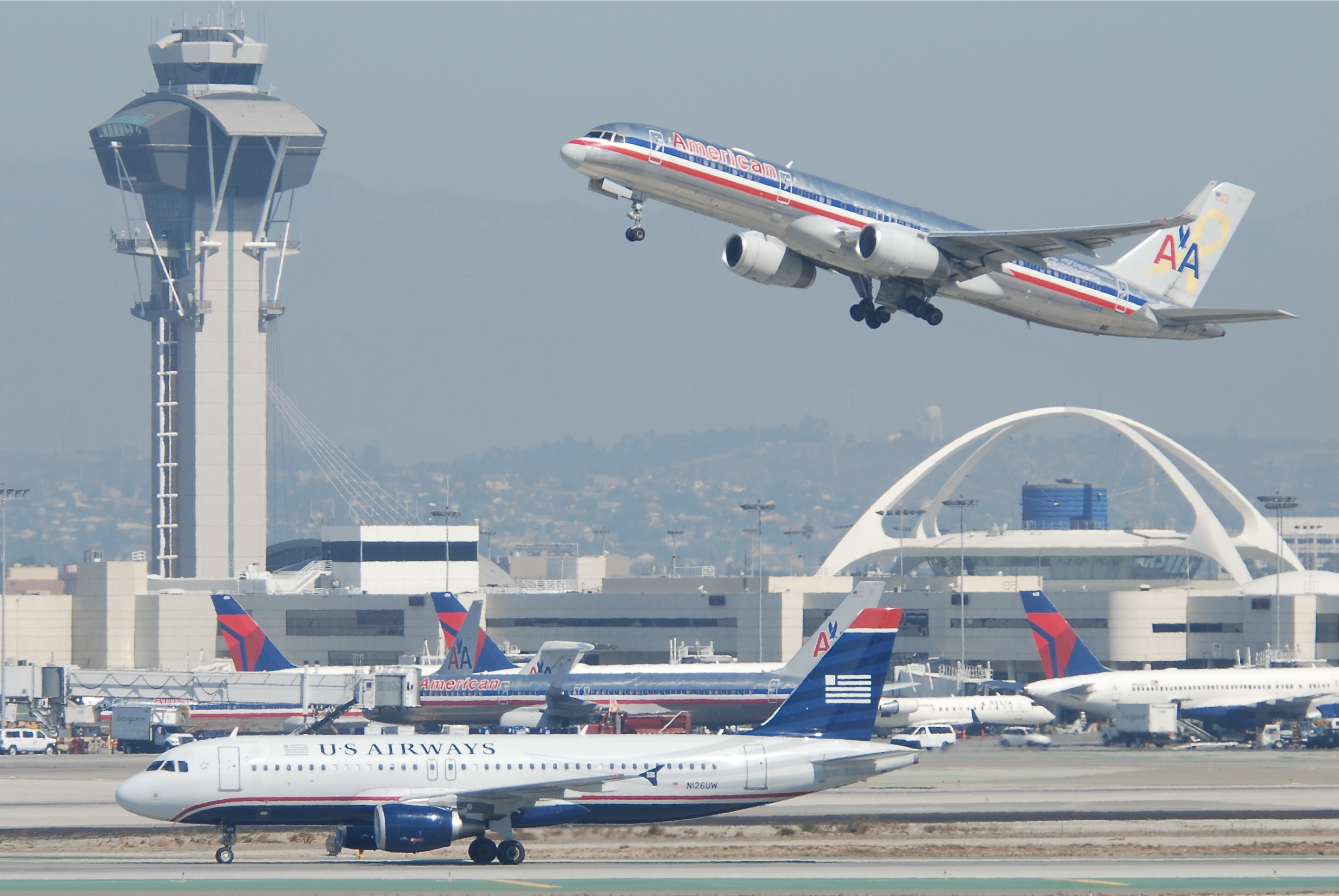
全美航空的空中客车A320-200型客机在洛杉磯國際機場滑行，同时一架美国航空的波音757-200型客机正在起飞

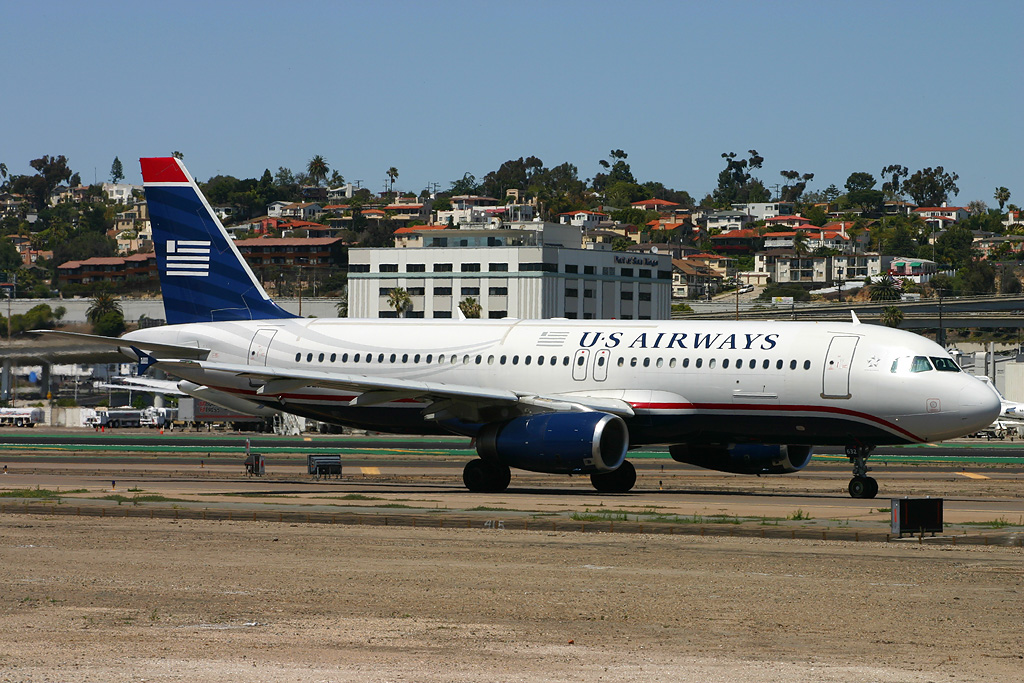
全美航空的空中客车A320-200在聖地牙哥國際機場滑行

## 塗裝
全美航空在USAir和US Airways時期均有數種不同的飛機塗裝。全美快捷和全美接駁和母公司有類似的塗裝。

### USAir時期
1979年，開始使用新的塗裝，飛機大部份保持金屬原色，機身上漆一條三色側線（橙、紅及棕色），以及公司名稱（A以三角型做標記），有些飛機則是白色機身，再漆上三色側線和公司名。1980年代末，全美航空將代表色改為紅、白和藍色。塗裝則沿用原來的樣式，但三色側線最上方再漆上藍色成為四色側線，尾翼則漆以藍色和紅色。此時起，的企業識別標誌也較標準化，為由襯線體字型書寫的USAir，漆於機身及尾翼。

### US Airways時期

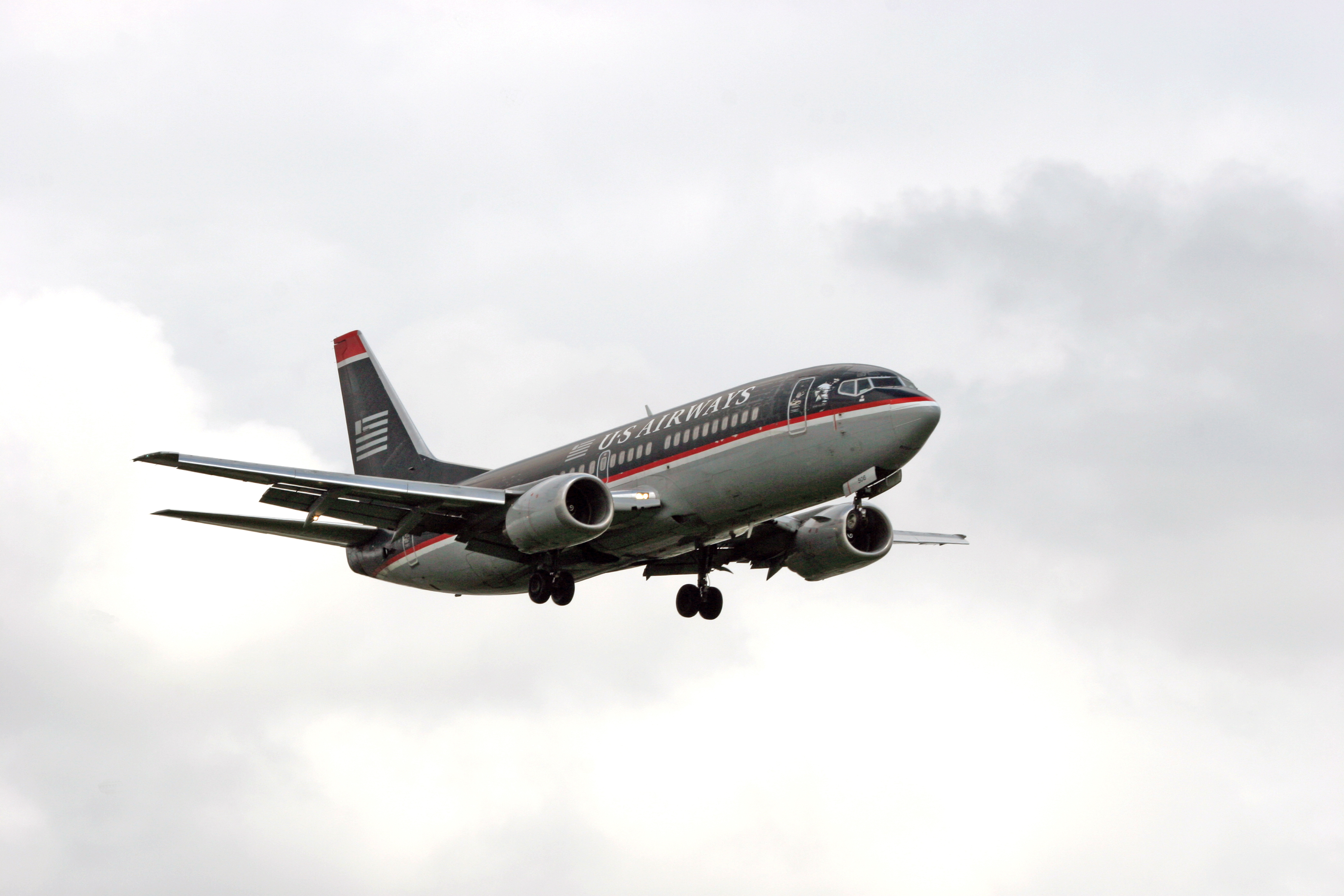
全美航空波音737客機

公司改名為US Airways之後採用新式塗裝。機身上半部為深藍色，下半部則為淺灰色，以一條雙色帶（紅色及白色）分開，機身上漆有US Airways字樣。目前的企業識別標誌（灰色美國國旗）也在此時開始使用。尾翼採深藍色，頂端則為紅色，上漆有灰色美國國旗。大都會快捷航空大致採用相同塗裝，但機身上原本US Airways的位置則漆上Metrojet。

### 2005年新全美航空
2005年與美西航空合併後，全美發表了新的塗裝，採用了組成全美航空的四家航空公司的代表色：
- 亞利根尼航空（Allegheny）-（紅、藍）
- 美西航空（America West）-（白、橙、青綠色及波浪狀灰線）
- 太平洋西南航空（Pacific Southwest Airlines）-（紅、橙色及黑色笑險）
- 彼得蒙航空（Piedmont Airlines）-（紅、藍）

另外，飛機前艙門旁也漆有這四家航空公司的企業識別標誌。

### 歷史塗裝機
全美航空也將數架飛機塗上了組成現在全美航空四家航空公司的歷史塗裝，唯一不同的地方是機身上的公司名稱統一使用US Airways。在歷史塗裝機上，全美航空表現出追求歷史正確性的誠意，某些飛機重新塗裝了數次只為了表現出更歷史正確的塗裝。
彼得蒙航空的歷史塗裝機以藍色為主，尾翼漆上Piedmont字樣，US Airways字樣則改採紅色以顯示彼得蒙航空的代表色。亞利根尼航空的歷史塗裝機則以灰色為底色，藍色側線，尾翼則漆上紅色Allegheny字樣與識別標誌。太平洋西南航空的歷史塗裝機則漆以紅色和橙色側線，機首則漆上微笑，尾翼上則有PSA字樣。而现全美航空涂装由于正好为美西航空涂装的变体版本，故美西航空的历史涂装机则与全美航空涂装相同，仅将涂装配色与机身上的波浪条纹改回了原美西航空涂装的版本。
2013年，随着全美航空被美国航空合并，原全美航空的全部历史涂装机全部进行了涂装更新：原绘制于机身上的U·S Airways字样全部改成American并加上了美国航空的新版标识（同时例如彼得蒙航空涂装上原采用红色的航空公司名称则统一改成美国航空标识字体所用的深灰色）。而美国航空也延续了全美航空历史涂装机的习惯并增加了两款新的历史涂装机：机身编号为N915NN采用了于2001年被美航并购的环球航空在1970年代到1996年期间使用的红色腰线涂装；而原属于全美航空的N578UW则保留了全美航空的涂装，仅将机头的U·S Airways 字样改成了American。

### 彩繪機
彩繪機概念沿襲自美西航空，目前全美航空班機有二架為國家美式足球聯盟（NFL）所屬球隊的彩繪機，分別為費城老鷹（2006年10月首航）及亞利桑那紅雀（2006年12月首航）。2007年1月11日，全美航空宣布將使用三架卡羅萊納黑豹彩繪機，卡羅萊納黑豹隊則將在主場美國銀行體育場週邊放置全美航空的廣告。彩繪機為全美航空與這些球隊行銷合作的一部份，這些球隊的所在地均為全美的樞紐機場（費城、鳳凰城和夏洛特）。
2007年1月31日，全美航空宣布與匹茲堡鋼人隊合作，除了在主場週邊廣告全美航空外，同年稍晚並推出匹茲堡鋼人彩繪機。

### 其它
全美航空亦曾是NBA菲尼克斯太阳球队主场全美航空中心(US Airways Center)的赞助商,体育馆上方涂有大幅全美航空标志.班机降落菲尼克斯天港国际机场的时候有机会看到该建筑。該球場後來更名為托金斯迪克度假酒店球館。

## 評價
Skytrax評估
- 2013年：三星級航空公司[33]

## 事故紀錄
| 航班                        | 日期           | 機型                 | 地點               | 原因                               | 傷亡 | 傷亡 | 傷亡 | 傷亡 |
| 航班                        | 日期           | 機型                 | 地點               | 原因                               | 死亡 | 重傷 | 輕傷 | 無恙 |
| --------------------------- | -------------- | -------------------- | ------------------ | ---------------------------------- | ---- | ---- | ---- | ---- |
| 499 （页面存档备份，存于）  | 1986年2月21日  | 麥道DC-9-31          | 賓夕凡尼亞州伊利   | 因跑道積雪衝出跑道                 |      |      | 1    | 22   |
| 5050 （页面存档备份，存于） | 1989年9月20日  | 波音737-401          | 紐約市拉瓜地亞機場 | 起飛時方向舵失靈                   | 2    | 3    | 18   | 40   |
| 1493 （页面存档备份，存于） | 1991年2月1日   | 波音737-3B7          | 加利福尼亞州洛杉磯 | 航管疏失導致與另架飛機在跑道上撞機 | 34   | 13   | 17   | 37   |
| 405 （页面存档备份，存于）  | 1992年3月22日  | 福克F28-4000         | 紐約市拉瓜地亞機場 | 除冰程序不適當                     | 27   | 9    | 12   | 3    |
| 1016 （页面存档备份，存于） | 1994年7月2日   | 麥道DC-9-32          | 北卡羅萊那州夏洛特 | 微下擊暴流導致飛機墜毀             | 37   | 16   | 4    |      |
| 427 （页面存档备份，存于）  | 1994年9月8日   | 波音737-3B7          | 賓夕法尼亞州匹茲堡 | 方向舵失靈                         | 132  |      |      |      |
| 未知 （页面存档备份，存于） | 1998年3月11日  | 福克F100             | 賓夕凡尼亞州費城   | 飛機駛離登機門時左翼遭油罐車撞上   |      | 1    |      | 87   |
| 1127 （页面存档备份，存于） | 2003年10月16日 | 空中巴士A319-112     | 佛羅里達州坦帕     | 滑行時失去控制                     |      | 1    | 2    | 103  |
| 未知 （页面存档备份，存于） | 2004年10月27日 | 龐巴迪挑戰者600-2B19 | 賓夕凡尼亞州費城   | 機翼撞擊地面車輛                   |      |      | 1    | 41   |
| 4655 （页面存档备份，存于） | 2005年10月16日 | 畢琪1900D            | 紐約州歐登斯堡     | 起飛時撞上郊狼                     |      |      |      | 3    |
| 231                         | 2006年7月27日  | 波音737-3B7          | 賓夕法尼亞州匹茲堡 | 前起落架斷裂                       |      |      | 1    |      |
| 1549 （页面存档备份，存于） | 2009年1月15日  | 空中巴士A320-214     | 紐約市哈德遜河     | 鳥擊損壞引擎導致班機水上迫降       |      | 5    | 95   | 55   |

## 外部連結
- 全美航空航線圖（页面存档备份，存于）
- 全美航空班機新塗裝（页面存档备份，存于）